# Gaia Colli
Gaia Colli (Pieve di Cadore, 1º aprile 1999) è una mezzofondista e fondista di corsa in montagna italiana.

## Biografia
Nel 2017 ha partecipato agli Europei di corsa in montagna nella categoria under 20, concludendo la gara in ottava posizione assoluta e con un quarto posto a squadre. L'anno seguente ha partecipato invece ai Mondiali di corsa in montagna, sempre tra le under 20 (gara a cui peraltro aveva partecipato anche nel 2017, anno nel quale si era piazzata in quattordicesima posizione assoluta vincendo tra l'altro una medaglia di bronzo a squadre), piazzandosi in nona posizione e vincendo una medaglia d'argento a squadre. Sempre nel 2018 conclude in settima posizione la gara under 20 degli Europei di corsa in montagna, nei quali vince anche una medaglia d'oro a squadre. Nel 2019 ha invece esordito in nazionale assoluta, ai Mondiali di corsa in montagna; sempre nel 2019 viene per la prima volta convocata in nazionale per partecipare ad una manifestazione non legata alla corsa in montagna: partecipa infatti agli Europei di corsa campestre, dove conquista un trentasettesimo posto nella gara under 23.
Nel 2021 all'esordio in nazionale in una manifestazione in pista si è piazzata in quarta posizione nei 10000 m piani agli Europei under 23 con il tempo di 33'44"90 (suo primato personale sulla distanza); nello stesso anno ha anche esordito nella nazionale assoluta anche in corsa campestre, partecipando agli Europei di questa specialità, chiusi con un piazzamento individuale in sessantaquattresima posizione con il tempo di 30'43". In questo stesso anno vince inoltre la sua prima medaglia ai campionati italiani assoluti in una disciplina diversa dalla corsa in montagna, conquistando una medaglia d'argento nei 5000 m piani (l'anno precedente era invece stata campionessa italiana assoluta ma nella corsa in montagna).
Nel 2022 partecipa alla Coppa Europa dei 10000 metri, concludendo però la gara con un ritiro; sempre nello stesso anno partecipa per la seconda volta consecutiva agli Europei di corsa campestre, chiusi nella circostanza con un piazzamento in trentaduesima posizione.

## Palmarès
| Anno | Manifestazione                | Sede                | Evento         | Risultato | Prestazione | Note                          |
| ---- | ----------------------------- | ------------------- | -------------- | --------- | ----------- | ----------------------------- |
| 2017 | Europei di corsa in montagna  | Kamnik              | Corsa U20      | 4ª        | 25'54"      |                               |
| 2017 | Europei di corsa in montagna  | Kamnik              | A squadre      | 8ª        |             |                               |
| 2017 | Mondiali di corsa in montagna | Premana             | Corsa U20      | 14ª       | 25'54"      |                               |
| 2017 | Mondiali di corsa in montagna | Premana             | A squadre      | Bronzo    |             |                               |
| 2018 | Europei di corsa in montagna  | Skopje              | Corsa U20      | 7ª        | 31'04"      |                               |
| 2018 | Europei di corsa in montagna  | Skopje              | A squadre      | Oro       | 12 p.       |                               |
| 2018 | Mondiali di corsa in montagna | Canillo             | Corsa U20      | 9ª        | 46'12"      |                               |
| 2018 | Mondiali di corsa in montagna | Canillo             | A squadre      | Argento   | 18 p.       |                               |
| 2019 | Europei di cross              | Lisbona             | Corsa U23      | 37ª       | 22'47"      |                               |
| 2019 | Europei di cross              | Lisbona             | A squadre      |           |             |                               |
| 2021 | Europei U23                   | Tallinn             | 10000 m piani  | 4ª        | 33'44"90    | Miglior prestazione personale |
| 2021 | Europei di cross              | Dublino             | Corsa seniores | 64ª       | 30'43"      |                               |
| 2021 | Europei di cross              | Dublino             | A squadre      | 8ª        | 105 p.      |                               |
| 2022 | Europei di cross              | Venaria Reale       | Corsa seniores | 32ª       | 28'41"      |                               |
| 2022 | Europei di cross              | Venaria Reale       | A squadre      | 7ª        | 103 p.      |                               |
| 2025 | Europei su strada             | Bruxelles e Lovanio | 10 km          | 29ª       | 32'47"      | Miglior prestazione personale |
| 2025 | Europei su strada             | Bruxelles e Lovanio | A squadre      | Oro       | 1h34'33"    | [ 3 ]                         |

## Campionati nazionali
2014
- Argento ai campionati italiani cadette di corsa in montagna - 8'12"
- Oro ai campionati italiani cadette di corsa in montagna a staffetta[1]

2017
- Bronzo ai campionati italiani juniores di corsa in montagna

2018
- 4ª ai campionati italiani juniores di corsa in montagna

2019
- 11ª ai campionati italiani assoluti, 10000 m piani - 36'02"24
- 19ª ai campionati italiani di 10 km su strada - 34'55"
- 7ª ai campionati italiani di corsa in montagna
- Argento ai campionati italiani promesse, 10000 m piani - 36'02"24
- Argento ai campionati italiani promesse di corsa in montagna[4]

2020
- 11ª ai campionati italiani assoluti, 5000 m piani - 16'26"02
- 7ª ai campionati italiani assoluti, 10000 m piani - 35'06"87
- Oro ai campionati italiani promesse, 10000 m piani - 35'06"87
- Oro ai campionati italiani di corsa in montagna

2021
- Argento ai campionati italiani assoluti, 5000 m piani - 16'20"74
- 9ª ai campionati italiani assoluti, 10000 m piani - 35'44"56
- 6ª ai campionati italiani assoluti di corsa campestre - 29'30"[5]
- Bronzo ai campionati italiani promesse, 5000 m piani - 16'31"51
- Bronzo ai campionati italiani promesse, 10000 m piani - 35'44"56[6]
- Bronzo ai campionati italiani promesse di corsa campestre - 29'30"[5]

2022
- Bronzo ai campionati italiani assoluti, 5000 m piani - 16'00"26
- Bronzo ai campionati italiani assoluti, 10000 m piani - 34'16"94
- 7ª ai campionati italiani di corsa campestre - 28'40"

2023
- 8ª ai campionati italiani assoluti, 10000 m piani - 34'15"23
- 10ª ai campionati italiani assoluti, 5000 m piani - 16'28"44

2024
- 6ª ai campionati italiani assoluti, 3000 m siepi - 10'20"30
- 5ª ai campionati italiani di corsa campestre - 29'57"

2025
- Oro ai campionati italiani assoluti, 3000 m siepi - 10'01'05"
- 5ª ai campionati italiani di corsa campestre - 28'42"

## Altre competizioni internazionali
2019
- 16º alla Cinque Mulini ( San Vittore Olona) - 19'59"
- 5º al Trofeo Vanoni ( Morbegno) - 22'17"[7]

2021
- 10ª al Campaccio ( San Giorgio su Legnano) - 21'34"[8]

2023
- 11ª alla BOclassic ( Bolzano) - 16'41"
- 8ª al Cross della Vallagarina ( Villa Lagarina) - 18'58"

2024
- 5ª ai Mondiali universitari di corsa campestre ( Mascate) - 34'36"
- 18ª alla Cinque Mulini ( San Vittore Olona) - 20'18"
- 10ª alla BOclassic ( Bolzano) - 16'49"

2025
- Campionati europei a squadre di atletica leggera ( Madrid)
- 13ª ai Campionati europei a squadre di atletica leggera ( Madrid), 3000 m siepi - 10'16"79